# Verónica Varano
Verónica Varano (Lanús, 9 de enero de 1966) es una psicóloga, modelo, actriz, escritora y conductora de televisión argentina. Se desempeña desde hace más de 20 años conduciendo programas de televisión por aire, cable, radio y cine en Argentina.

## Biografía
En su infancia fue parte del elenco de la película La Mary, dirigida por Daniel Tinayre y protoganizada por Susana Giménez y Carlos Monzón. Trabajó como modelo, desarrollando una carrera internacional, habiendo sido tapa de la revista Vogue (de Brasil) y Nova Cosmopolitan. Participó junto a Luis Miguel en el video de su canción Entrégate.
Entre sus trabajos se destaca su participación en el ciclo Bailando por un sueño ―versión argentina del programa Dancing with the Stars― y su participación en el programa Grande Pa. En cable, condujo durante 10 años en Utilísima Satelital el programa Mi bebé, siendo ganadora en los Premios Martín Fierro de Cable entregados por APTRA en dos oportunidades por dicho programa.
Condujo el programa Ellas dicen, junto a Javiera Contador y Rebeca Rincón, en el canal Casa Club TV, para toda Latinoamérica y Estados Unidos. Además trabajaba con Carlos Monti en el programa Informadísimos, todos los días de 10:00 a 12:00 por el canal Magazine y Comenzando el día por el mismo canal. 
Actualmente dicta conferencias, cursos y capacitaciones para mujeres sobre motivación, estética y superación.
Es psicóloga y habla un total de 5 idiomas: español, francés, portugués, italiano, e inglés. También se formó como entrenadora personal y Maestra de Yoga.

## Televisión
- 1990: La Tota y la Porota (Telefé)
- 1990: Amigos son los amigos ([Telefé]])
- 1991: Chiquilina mía (Canal 9)
- 1991: Grande, pa!!! (Telefé)
- 1992: Fiesta y bronca de ser joven (Canal 9)
- 1992: Alta comedia (programa de televisión) (Canal 9)
- 1993: Mi cuñado (Telefé)
- 1994: El día que me quieras (telenovela) (Canal 13)
- 1995: ¡Hola, Papi! (Canal 13)

Participó también en series televisivas como, Cada día te quiero más, El trompa, y videos musicales de Luis Miguel, Los Nocheros y Cesar Banana Pueyrredón.

## Cine
- 1974: La Mary
- 1990: Más loco que un crucero
- 1992: Exterminéitors IV: como hermanos gemelos

## Conducción en TV
- Sábados en familia, Canal 9, con Leonardo Simons (1989)
- Hacelo por mí, Canal 9, con Mario Pergolini (1992)
- Mi Bebé, Utilísima Satelital (1998)
- Detalles, ATC Canal 7 (1999)
- Estrellita por un día, Utilísima Satelital (2001)
- Chicas Express, Canal 9 (2003)
- Para siempre: Ni solos ni solas, El Trece (2007)
- Fuera de foco, América TV (2008)
- Tendencia, Canal 9 (2009)
- Entrega de diplomas de Premios Martín Fierro 2011, Magazine (2011)
- Informadísimos, por canal Magazine (2012-2018)
- Ellas dicen, por canal Casa Club TV (2013)
- Tu fabuloso finde, por El Nueve, con Diego Pérez (2019)
- El Don de la Palabra, Canal de la Ciudad (2020-presente)
- Wexwe, espacio integral para emprendedoras (2021)

## Teatro
| Año  | Título                   | Teatro                           | Dirección   |
| ---- | ------------------------ | -------------------------------- | ----------- |
| 2017 | ¿Qué tenés en la cabeza? | Teatro La Campana (Buenos Aires) | Fabián Vena |

## Libros
- Un nombre para mi bebé. Buenos Aires: Atlántida.
- Cocina para super bebés de 0 a 24 meses. Buenos Aires: Utilísima Multimedios.
- Cuentos para escuchar con los ojos abiertos. Buenos Aires: La Grulla.
- Secretos de mujer a mujer. Buenos Aires: Mucho Gusto